# Victor Emanuel Anderson
Victor Emanuel Anderson (* 30. März 1902 in Havelock, Lancaster County, Nebraska; † 15. August 1962) war ein US-amerikanischer Politiker und von 1955 bis 1959 der 29. Gouverneur des Bundesstaats Nebraska.

## Frühe Jahre und politischer Aufstieg
Victor Anderson besuchte die Havelock High School und anschließend die University of Nebraska. Allerdings brach er seine Ausbildung vorzeitig ab. Stattdessen arbeitete er im Eisenwarengeschäft seiner Familie. Anderson war Mitglied der Republikanischen Partei. Zwischen 1949 und 1950 saß er in der Nebraska Legislature. Dann war er bis 1953 als Nachfolger von Thomas R. Pansing Bürgermeister der Stadt Lincoln. Im Jahr 1952 bewarb er sich erstmals um das Amt des Gouverneurs, verlor aber innerhalb seiner Partei gegen Robert B. Crosby. Im November 1954 wurde er dann doch als Kandidat seiner Partei zum neuen Gouverneur von Nebraska gewählt, wobei er sich mit 60:40 Prozent der Wählerstimmen gegen den Demokraten William Ritchie durchsetzte.

## Gouverneur von Nebraska
Andersons Amtszeit begann am 6. Januar 1955. Nach einer Wiederwahl im Jahr 1956 konnte er insgesamt vier Jahre amtieren. In dieser Zeit verbesserte er das Gesundheitswesen; das betraf vor allem die Versorgung geistig Behinderter. Die Staatsausgaben und die Steuern wurden gesenkt. Damals kam es auch zu einer Häftlingsrevolte in einer staatlichen Strafanstalt, die aber erfolgreich und friedlich beendet wurde. Im Jahr 1958 bewarb sich Anderson erfolglos um eine dritte Amtszeit. Damit schied er am 8. Januar 1959 aus seinem Amt aus. Im selben Jahr war er Mitglied der amerikanischen Delegation auf einer NATO-Konferenz in London. Im Juli 1960 nahm er als Delegierter an der Republican National Convention in Chicago teil, auf der Richard Nixon erstmals als Präsidentschaftskandidat nominiert wurde.
Kurzzeitig stieg er in das Versicherungswesen ein und fungierte als Kurator der Nebraska Wesleyan University. Victor Anderson verstarb im August 1962, er war mit Elizabeth May verheiratet. Das Paar hatte ein Kind.